# Estados Unidos nos Jogos Pan-Americanos de 1991
Os Estados Unidos nos Jogos Pan-Americanos de 1991 competiram pela 11ª nos jogos, desta vez a sede foi a cidade de Havana, capital de Cuba.
Pela segunda vez o país não conseguiu liderar o quadro de medalhas, que foi ganho por Cuba, a anfitriã, conquistou então um total de 120 medalhas de ouro, 10 a menos que a ilha caribenha, porém terminou com mais medalhas no geral que a mesma..